# Malva (film)
Pour les articles homonymes, voir Malva (homonymie).
Pour plus de détails, voir Fiche technique et Distribution.
Malva est un film soviétique réalisé par Vladimir Braun, sorti en 1956. C'est une adaptation libre des nouvelles Malva (Мальва) et Deux bossiaks (Два босяка), de Maxime Gorki. L'actrice principale Dzidra Ritenberga a reçu la Coupe Volpi de la meilleure interprétation féminine lors de la Mostra de Venise 1957 pour son rôle de Malva,.

## Fiche technique
- Titre français : Malva
- Réalisation : Vladimir Braun
- Scénario : Nikolaï Kovarski
- Photographie : Vladimir Voïtenko
- Musique : Igor Shamo
- Pays d'origine : URSS
- Genre : drame
- Date de sortie : 1956
- Durée : 85 minutes
- Langue : russe

## Distribution
- Dzidra Ritenberga : Malva
- Arkadi Tolbouzine : boutiquier
- Anatoli Ignatiev : Jacob
- Pavel Uossovnitchenko : Vassili
- Guennadi Yukhtin :Serioja
- Ivan Matveiev : Stepok